# Absturz eines Hubschraubers CH-47 bei Pegnitz
Beim Absturz eines Hubschraubers CH-47 bei Pegnitz am 18. August 1971 starben 37 US-Soldaten, als ein Tandemrotor-Transporthubschrauber Boeing CH-47A nahe der BAB-9-Raststätte „Fränkische Schweiz-Pegnitz Ost“ abstürzte. Es gab bei diesem schweren Unfall keine Überlebenden.

## Flugverlauf
Die Boeing CH-47A Nr. 66-19023, Baujahr 1966, mit vier Mann Besatzung gehörte dem Fourth Aviation Battalion der 15th Aviation Group an, stationiert in den Dolan Barracks bei Schwäbisch Hall. Transportiert ab Ludwigsburg Army Airfield (heutiger Flugplatz Pattonville) wurden 33 Soldaten der Abteilung für M30 (Mörser), Heavy Mortar Platoon, Headquarters and Headquarters Company (HHC), 2nd Battalion, 4th Infantry Regiment aus den Wilkin Barracks (Hindenburgkaserne) Kornwestheim.
Als die Maschine auf dem Weg zum Truppenübungsplatz Grafenwöhr sich um 9:45 Uhr bei Pegnitz befand, brach Augenzeugenberichten zufolge der hintere Rotor, während der vordere sich noch drehte. Die Maschine ging aus ca. 180 m Höhe ca. 500 m östlich der A9 bei Pegnitz nieder. Anwohner alarmierten die Feuerwehr. Doch jede Hilfe kam zu spät, denn alle 37 Insassen starben bei dem Unfall.

## Ursache
Als Unfallursache wurde festgestellt, dass ein auf Grund von technischen Mängeln bereits ausrangiertes Rotorblatt durch einen Fehler wieder angeliefert und eingebaut worden war. Infolge Ermüdungsbruch schlug dieses in den Rumpf des Hubschraubers ein, der daraufhin zerbrach.

## Gedenkstein
Heute steht nordöstlich der Absturzstelle ein Denkmal, auf dem der Hubschrauberunfall als Flugzeugabsturz bezeichnet wird. Die Aufschrift lautet:
HIER STARBEN
37 JUNGE MENSCHEN
IM EINSATZ FÜR FRIEDEN
UND FREIHEIT

FLUGZEUGABSTURZ
AUGUST 1971
Des Weiteren gibt es noch eine Auflistung der Namen der Toten. Für zwei der Toten sind zusätzliche Tafeln vorhanden.
Unter den Opfern war auch Private First Class Samuel Mansfield Cherry. Sein Vater, Walter Lorain Cherry, war Gründer des Unternehmens Cherry und lernte durch den Unfall die Region kennen. 1975 war Grundsteinlegung für das Cherry-Werk beim nahegelegenen Auerbach in der Oberpfalz.
Bei der Gedenkveranstaltung zum 50. Jahrestag 2021 übergab die US Army der Gemeinde ein Rotorblatt.